# Amicale sportive de Poissy (féminines)
 (juillet 2017).
Si vous disposez d'ouvrages ou d'articles de référence ou si vous connaissez des sites web de qualité traitant du thème abordé ici, merci de compléter l'article en donnant les références utiles à sa vérifiabilité et en les liant à la section « Notes et références ».
Maillots
La section féminine de l'Amicale sportive de Poissy est un club de football féminin français basé à Poissy et fondé sous le nom de Jeunesse sportive Féminine de Poissy en 1904)[réf. nécessaire] jusqu'à son absorption par le club masculin de la ville en 2011. 
Le club compte 13 saisons en Championnat de France féminin de football et évolue lors de la saison 2018-2019 en Championnat de Division d'Honneur. 
Les pisciacaises atteignent pour la première fois de leur histoire la Division 1 en 1983, après plusieurs saisons passées dans les divisions de la Ligue de Paris Île-de-France. Après 13 saisons dans l'élite et une place de finaliste en 1990, le club redescend en divisions régionales à la fin des années 1990, sans jamais réussir à remonter en division nationale.
L'équipe fanion du club participe aux championnats régionaux de la Ligue de Paris Île-de-France de football et évolue au Complexe sportif Marcel Cerdan.

## Histoire
La section féminine a été lancée en septembre 2011 sous l'impulsion et la direction de Jordane Delaeter. Après trois montées successives (il a laissé l'équipe en Division d'Honneur), deux parcours historiques en Coupe de France et une première Coupe des Yvelines en 2016 dans l'histoire du club, Jordane Delaeter se retira en juin 2017 pour laisser la place à Monsieur Karim Chouika.
Le club a été labellisé "Or" pour son école de football féminine en 2017 par la FFF.

## Palmarès
Le tableau suivant liste le palmarès du club actualisé dans les différentes compétitions officielles au niveau national, régional et départemental.
| Compétitions nationales | Équipes de jeunes |
| Championnat de France - Vice-champion : 1990. Championnat de la ligue de Paris IDF - Champion Promotion de Ligue : 2014. - Champion Promotion Honneur : 2015. (17 victoires et 1 nul) - Champion Division Honneur Régionale : 2016 Coupe de France Féminine - 1er tour fédéral : 2014-2015 (élimination face à AG Caen (DH) sur le score de 3-2). - 32e de finale : 2015-2016 (élimination face à Rennes Bréquigny (DH) sur le score de 0-4 Coupe des Yvelines - Vainqueur 2016 (4-1 face au PSG) - Vainqueur 2017 (2-0 face à St Quentin) | N/D               |

## Bilan saison par saison
Le tableau suivant retrace le parcours du club depuis la création de la Première division en 1974, sous la dénomination de JSF Poissy jusqu'en 2011, puis de l'AS Poissy depuis 2011.
| Édition   | Division 1     | Division 2             | Divisions régionales      | Coupe de France  |
| 1974-1983 | -              | -                      | …                         |                  |
| 1983-1984 | 5e (Gr. C)     | -                      | -                         |                  |
| 1984-1985 | 4e (Gr. D)     | -                      | -                         |                  |
| 1985-1986 | 3e (Gr. A)     | -                      | -                         |                  |
| 1986-1987 | 3e (Gr. F)     | Championnat inexistant | -                         |                  |
| 1987-1988 | Demi-finaliste | Championnat inexistant | -                         |                  |
| 1988-1989 | Demi-finaliste | Championnat inexistant | -                         |                  |
| 1989-1990 | Finaliste      | Championnat inexistant | -                         |                  |
| 1990-1991 | Demi-finaliste | Championnat inexistant | -                         |                  |
| 1991-1992 | 4e (Gr. A)     | Championnat inexistant | -                         |                  |
| 1992-1993 | 7e             | -                      | -                         |                  |
| 1993-1994 | 6e             | -                      | -                         |                  |
| 1994-1995 | 9e             | -                      | -                         |                  |
| 1995-1996 | 12e            | -                      | -                         |                  |
| 2011-2012 | -              | …                      | Promotion de Ligue, 6e    | -                |
| 2012-2013 |                |                        | Promotion de Ligue, 3e    | Tours régionaux  |
| 2013-2014 |                |                        | Promotion de Ligue, 1er   | Tours régionaux  |
| 2014-2015 |                |                        | Promotion d'Honneur, 1er  | 1er tour fédéral |
| 2015-2016 |                |                        | Division Honneur Rég, 1er | 32e finale       |
| 2016-2017 |                |                        | Division Honneur, 4ème    | Tours régionaux  |

## Effectif actuel
|    | Nom              | Prénom  | Poste      | Club précédent |
| -- | ---------------- | ------- | ---------- | -------------- |
| 1  | Luce             | Noémie  | Gardienne  | AS Montigny    |
| 4  | Delecaut         | Arielle | Défenseur  | FC Vauréal     |
| 8  | Doucoure         | Koumba  | Défenseur  | FC Mantois     |
| 9  | Marchetti-Robles | Mélanie | Défenseur  | US Montesson   |
| 10 | Segala           | Yvanna  | Défenseur  | FCF Juvisy     |
| 12 | Orriere          | Elodie  | Milieu     | FC Mantois     |
| 13 | Renai            | Anais   | Milieu     | FC Cergy       |
| 20 | Abdeslam         | Morgane | Attaquante | AS Montigny    |
| 21 | Guerry           | Cindy   | Attaquante | AS Montigny    |